# Wilhelm Eduard Albrecht

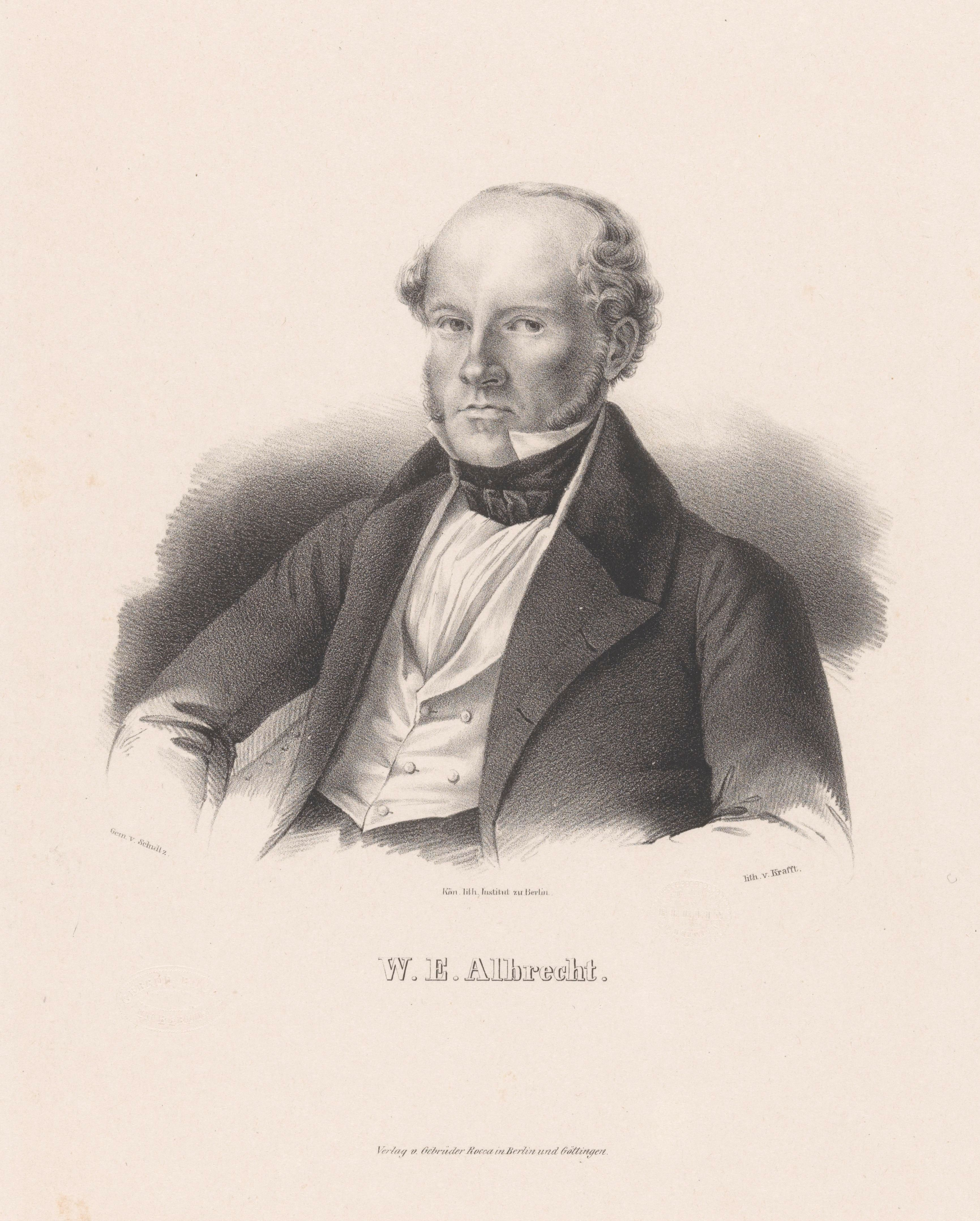
Wilhelm Eduard Albrecht, lithografiert von Wilhelm Krafft

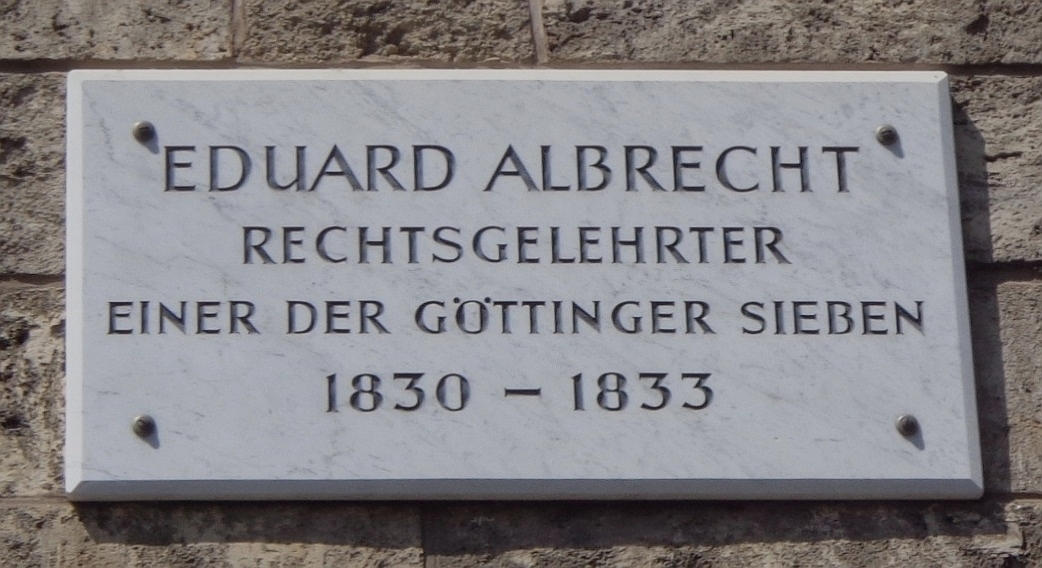
Göttinger Gedenktafel für Wilhelm Eduard Albrecht

Wilhelm Eduard Albrecht (* 4. März 1800 in Elbing; † 22. Mai 1876 in Leipzig) war Staatsrechtler und Dozent an der Georg-August-Universität Göttingen. Albrecht zählte zu den Göttinger Sieben, die 1837 gegen die Aufhebung der Verfassung im Königreich Hannover durch Ernst August I. protestierten.

## Leben
Albrecht studierte ab 1818 in Berlin, Göttingen und Königsberg. Er war Schüler von Karl Friedrich Eichhorn und Friedrich Carl von Savigny.  Danach habilitierte er sich als Privatdozent an der Königsberger Hochschule, wurde 1825 außerordentlicher Professor der juristischen Fakultät und am 28. Oktober 1829 ordentlicher Professor daselbst. 1830 wechselte er nach Göttingen. Nach der Entlassung 1837 arbeitete er als Privatdozent in Leipzig, wo er 1840 zum Professor der Rechte und zum Hofrat berufen wurde. Im Jahr 1847 nahm er an den Germanistentagen in Lübeck teil. 1848 war Albrecht im Zuge der Märzrevolution Teilnehmer am Vorparlament und wurde Delegierter im Siebzehnerausschuss, der die Arbeiten an der Reichsverfassung vorbereitete. Vom 18. Mai bis zum 17. August 1848 war er Abgeordneter für Harburg (Elbe) in der Frankfurter Nationalversammlung, wo er der Casino-Fraktion angehörte. Im Jahr 1863 wurde er zum Geheimen Hofrat ernannt, 1868 trat Albrecht in Ruhestand. Ab 1869 war er Mitglied der 1. Sächsischen Kammer. Sein Schwiegervater war der Astronom Christian Ludwig Ideler. Albrecht wurde im Ehrengrab der Leipziger Universität in der V. Abteilung des Neuen Johannisfriedhofs beerdigt.

## Wirken
Bis heute bedeutsam ist seine Konstruktion des Staates als juristischer Person, die er 1837 in einer Rezension über Romeo Maurenbrechers „Grundsätze des heutigen Staatsrechts“ entwickelte. In der Staatslehre des Konstitutionalismus war bis dahin ungeklärt, wem eigentlich die Souveränität zukomme, da auf der einen Seite das monarchische Prinzip weiterhin stark betont wurde, während aber auf der anderen Seite die damaligen landständischen Verfassungen bereits Mitwirkungsrechte der Untertanen bei der Ausübung der Herrschaftsgewalt enthielten. Vor diesem Hintergrund kam Albrecht zu dem Schluss, dass der Staat selbst juristische Person sein müsse. In Bezug auf die Allgemeinheit würden Herrscher und Untertanen ausschließlich als Haupt bzw. Glieder des Staates als eigener Rechtspersönlichkeit berechtigt und verpflichtet, während sie ansonsten (gewissermaßen im privaten Bereich) um ihrer selbst willen Rechte und um eines Anderen willen Verpflichtungen als individuelle Rechtspersönlichkeiten hätten. Im Gegensatz dazu stand insbesondere die u. a. von Otto von Gierke vertretene Lehre vom Staat als realer Verbandsperson, der an Albrechts Theorie insbesondere kritisierte, dass der Staat Albrechts eine bloße (juristische) Fiktion sei und der Herrscher sein Amt danach nach Art eines Vormunds eines geschäftsunfähigen Geisteskranken ausüben und das Reichsgericht im Namen eines Schattens Recht sprechen müsse. Obwohl er 1869 zu einem lebenslangen Mitglied der I. Kammer des Sächsischen Landtags ernannt worden war, nahm er nur im Winter 1869/70 an den Sitzungen teil. Nur eine einzige Wortmeldung ist überliefert.

## Werke
- Die Gewere als Grundlage des älteren deutschen Sachenrechts. Bornträger, Königsberg 1828. (Digitalisat)
- Rezension über Maurenbrechers Grundsätze des heutigen deutschen Staatsrechts. Wissenschaftliche Buchgesellschaft, Darmstadt 1962 (Reihe Libelli, Bd. 68) (erschien zuerst 1837 in den "Göttingischen Gelehrten Anzeigen").
- Die Protestation und Entlassung der sieben Göttinger Professoren. Hrsg. von Friedrich Christoph Dahlmann. Weidmann, Leipzig 1838.